# My Way ~ULala~
Singles de Dream
Breakout
(2010) Ev'rybody Alright!
(2010)
My Way ~ULala~  (sic.) est le vingtième single régulier du groupe féminin de J-pop dream, sorti en 2010 (en exceptant deux précédents singles en indépendant).

## Présentation
Le single sort le 18 août 2010 au Japon sous le label Rhythm Zone, six mois après le précédent single du groupe, Breakout. Il atteint la 29e place du classement Oricon, et reste classé pendant trois semaines. Il sort aussi en édition "CD+DVD" incluant un DVD contenant le clip vidéo de la chanson-titre, avec une pochette différente.
Il contient quatre chansons différentes, et leurs versions instrumentales. La chanson-titre est utilisée comme thème musical pour une publicité et comme générique de fin de l'émission télévisée Zenbu. La chanson Get my way -Dance Ver. w/o Bridge-, attribuée à AILI thanx to Dream, est aussi utilisée comme thème musical pour une publicité, tandis que Himawari sert de générique de fin de l'émission télévisée Samma no Mamma.
Ces trois chansons figureront sur l'album Hands Up! qui sortira trois mois plus tard.
C'est le troisième disque du groupe à sortir sous le nom Dream (avec majuscule), après les deux précédents singles sortis en indépendant. C'est le troisième single sorti par la formation du groupe à six membres, après le départ de Yū Hasebe en 2008. C'est son premier disque à sortir sous le label Rhythm Zone, et son premier single physique à sortir sur un label major depuis Soyokaze no Shirabe / Story sorti cinq ans et demi auparavant. Le groupe n'avait sorti entre-temps que quatre "singles digitaux" en 2008 sous le nom DRM, et les deux singles indépendants. Ses derniers disques physiques major en tant que dream datait de plus de trois ans : les albums 7th Anniversary Best et Greatest Live Hits sortis en janvier 2007, seulement suivis six mois après du mini-album DRM en tant que DRM.

## Membres
- 1re génération : Kana Tachibana
- 2e génération : Sayaka Yamamoto, Erie Abe, Aya Takamoto, Ami Nakashima, Shizuka Nishida

## Liste des titres
CD
1. My Way ~ULala~
2. Get my way -Dance Ver. w/o Bridge- / AILI thanx to Dream
3. FantAstrip
4. Himawari (ヒマワリ?)
5. My Way ~ULala~ (Instrumental)
6. Get my way -Dance Ver. w/o Bridge- / AILI thanx to Dream (Instrumental)
7. FantAstrip (Instrumental)
8. Himawari (Instrumental) (ヒマワリ...?)

DVD
1. My Way ~ULala~ (clip vidéo)
2. My Way ~ULala~ (making of)
3. I Believe (vidéo)
4. FantAstrip (LIVE from Dream Live tour2010 -Road to dream-)